# Test de Schiff
El test de Schiff, conegut també com a magenta I o violeta bàsica, és una prova analítica que s'usa com a mètode per a detectar aldehids, inventat per Hugo Schiff (1866). La prova consisteix en l'aplicació del reactiu de Schiff sobre la mostra a analitzar. S'ha de fer en fred i en un medi no àcid. El reactiu elimina un doble enllaç del centre de la molècula de la fucsina bàsica (un colorant bàsic de trifenilmetà, vermell dissolt en aigua) i és originalment incolor. En contacte amb qualsevol parell de grups aldehid amb els seus corresponents radicals OH, reacciona amb ells formant un nou doble enllaç cromòfor i canvia el seu color de transparent a violeta viu. Això és degut al fet que el bisulfit de sodi, present a la mescla, hi reacciona. És àmpliament utilitzat en tincions histològiques, com la tinció de Feulgen (per identificar ADN o material cromosòmic a les cèl·lules) o la tinció de PAS. La seva fórmula química és C₂0-H₂0-Cl-N₃. La prova es negativa per les cetones.
És un reactiu emprat en el diagnòstic de certes patologies dermatològiques, ja que els grups d'aldehid són abundants a la pell. Partint del reactiu original de Schiff s'han creat diverses variants amb l'objectiu de detectar més substàncies, modificacions que alguns autors anomenen "pseudotests de Shiff". Existeixen més de 60 tipus d'aquestes modificacions, la majoria basats en afegir al clorhidrat de pararosanilina alguna font de S (IV), com el disulfit de sodi, el sulfit de sodi o el clorur de tionil. Una de les variants més conegudes és la de Feulgen i Rossenbeck.
A banda del seu ús en el camp de l'histopatologia, el test de Shiff o els seus derivats són utilitzats per quantificar l'acció dels llevats en els processos d'elaboració de aliments i begudes. Tires de paper impregnades en el reactiu serveixen per detectar fàcilment la presència de formaldehid en el menjar i controlar la seva qualitat. Durant molts anys ha estat un mètode fonamental per avaluar bromatològicament els greixos rancis. El test també es emprat per detectar substàncies que contaminen els lubricants de motors.
Per evitar l'aparició de precipitats a causa de variacions de la temperatura, Lillie (1951) va crear la modificació que porta el seu nom en la fórmula del reactiu original. Existeixen versions fluorescents del mètode, emprades principalment en citologia i que inclouen l'acriflavina en la seva composició. També hi ha una forma millorada del reactiu que simplifica la preparació de la tinció de Feulgen.
El glutaraldehid (un producte emprat per fixar teixits orgànics) provoca canvis artefactuals importants en les preparacions microscòpiques tenyides amb mètodes que inclouen aquest reactiu. El test dona falsos positius tenyint certes selenoproteïnes, com la glicina-reductasa selenoproteïna A present al Clostridium sticklandii.
El reactiu de Schiff és incolor. S'ha de conservar a 2-8 °C en un lloc fosc. Si adquireix una coloració vermellosa no pot ser utilitzat, ja que és un signe de deteriorament de les seves propietats químiques.